# Чаткальський заповідник
Чатка́льський запові́дник, повна офіційна назва Чатка́льський держа́вний біосфе́рний запові́дник (узб. Chatqol davlat biosfera qo‘riqxonasi) — природоохоронна територія, розташована в Узбекистані на теренах Ташкентської області. Заснована в грудні 1947 року. Площа охоронюваної зони становить 35 724 га. Заповідник створений задля збереження природних комплексів гірських арчевих лісів, екосистем Західного Тянь-Шаню, генофонду рідкісних рослин і тварин.
Флора Чаткальського заповідника налічує 247 видів водоростей, 87 видів лишайників та 1168 видів судинних рослин, з яких близько 200 видів є лікарськими, а 46 занесені до Червоної книги Узбекистану. Фауна Чаткальського заповідника включає ссавців 33 види, птахів — 176, плазунів — 17, земноводних — 2, риб — 4, комах понад 1000 видів. Серед особливо цінних мешканців охоронюваної зони червонокнижні ведмідь тянь-шанський, сніговий барс, перегузня, бабак Мензбіра, ховрах тянь-шанський, гриф чорний, ягнятник тощо.
На теренах Чаткальського заповідника існує ряд визначних археологічних пам'яток — Тереклісайські петрогліфи, руїни селищ прадавніх землеробів, скотарів і гірників, покинуті копальні. Територія природоохоронної установи закрита для туристів, до послуг відвідувачів у її садибі працюють Музей природи і зоокуточок з рідкісними представниками місцевої фауни. В 2016 році заповідник включений до складу транскордонного природного об'єкту «Західний Тянь-Шань», що належить до Світової спадщини ЮНЕСКО.

## Історія
Палеонтологічні знахідки в долині річки Терексай свідчать, що люди жили на теренах сучасного Чаткальського заповідника ще у I—II тисячоліттях до нашої ери. Петрогліфічні зображення і знаряддя праці вказують на те, що прадавні мешканці були мисливцями і скотарями. Вони полювали переважно на гірських козлів, ведмедів, оленів, сарн, кабанів, а також збирали плоди диких рослин. Крім того, в урочищі Майдантал нарівні зі скотарством було поширене землеробство. У VIII—XIII століттях на Чаткальському хребті розквітло гірництво. В басейнах річок Башкизилсай і Тереклісай працювали копальні з видобутку міді, свинцю, срібла, золота, в долині річки Ташкескен існувало селище гірників.
З часом запаси руд вичерпались, а полювання підірвало популяції мисливських видів, тому ці заняття остаточно витіснило скотарство. Проте інтенсивне випасання худоби шкодило вже не тільки місцевій звірині, але й природній рослинності. З огляду на таку загрозу в грудні 1947 року для охорони гірських арчевих лісів і зникаючих тварин створили Чаткальський заповідник. Спочатку його територія обіймала площу в 22 000 га і включала басейни річок Башкизилсай і Шавассай. В 1951 році урочище Шавассай виключили зі складу заповідника, однак у 1959 році додали до заповідних теренів урочище Майдантал. Таким чином загальна площа охоронюваної території зросла до сучасних 35 724 га. Біля західного кордону Майдантальскої ділянки заповідника на лівобережжі Серкелісая створили буферну зону площею 12 572 га. В 1986 році Чаткальський заповідник отримав статус біосферного і був залучений до міжнародних програм природного моніторингу під егідою ЮНЕСКО. 2001 року він увійшов до складу Угам-Чаткальського національного парку як автономна адміністративна одиниця. В 2016 році заповідник включили до складу транскордонного природного об'єкту «Західний Тянь-Шань», що належить до Світової спадщини ЮНЕСКО. Керівництво природоохоронною установою здійснює Державний комітет з охорони природи.

## Клімат
Чаткальський заповідник лежить у зоні різко континентального клімату, для його теренів характерні значні коливання температури в залежності від пори року і часу доби, нерівномірний розподіл атмосферних опадів. Згідно з показниками метеорологічної станції Башкизилсай, розташованій на висоті 1200 м, середньорічна температура в околицях заповідника дорівнює +11 °C. Середня температура найхолоднішого місяця (січня) становить –16 °C, середня температура найтеплішого місяця (липня) сягає +23,5 °C. Найнижча зафіксована тут температура дорівнювала –21 °C, а найвища значно перевищила середньолипневу і сягнула +37,9 °C. В екстремальні роки річна температурна амплітуда може досягати 54 °C. Сума активних температур складає 3970 °C. Безморозний період триває 190—220 днів.
Середньорічна кількість опадів коливається в залежності від висоти й експозиції схилів від 680 до 900 мм. В середньому близько 30 днів на рік бувають зі снігопадами, а 60 дощові. Найпосушливіший період триває з червня по вересень, коли щомісяця випадає не більше 3—4 мм опадів. Взимку і на початку весни вологість повітря найвища, в цей період вона дорівнює 70—77 %, о літній порі вона коливається від 35 до 60 %.

## Географія та гідрологія

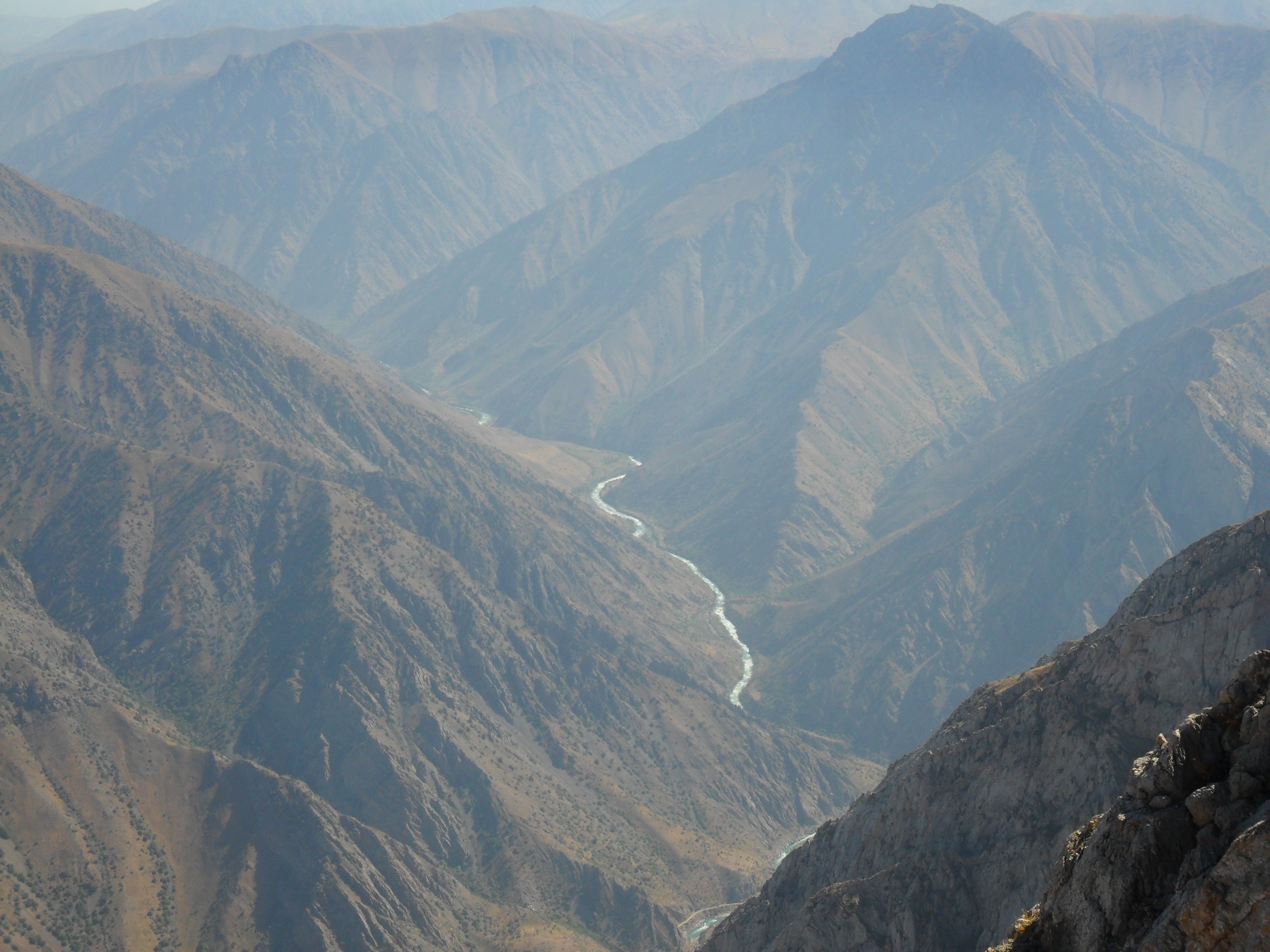
Сріблястий струмінь Чаткала серед схилів Чаткальського хребта.

Чаткальський заповідник розташований на південному сході Узбекистану, в Паркентському і Бостанлицькому районах Ташкентської області. Найближче місто Ташкент знаходиться за 70 км від його кордонів. Адміністрація заповідника розташована у селищі Паркент. Охоронювана територія належить до західної частини гірської системи Тянь-Шань, зокрема, включає хребет Таласький Ала-Тоо і його найбільші відроги — Угамський, Пскемський і Чаткальський хребти, причому останній представлений у заповіднику значно ширше ніж два попередніх. Більшість схилів на заповідній території мають крутизну 20—40°, близько 15 % — дуже круті (понад 40°), 10 % — пологі (крутизною 5—20°).
Заповідник складається з двох ділянок, просторово віддалених одна від одної на 50 км. Така ізольованість обумовлює відмінність географічних характеристик означених територій. Майдантальська ділянка обіймає 66 % заповідної зони (24 706 га). Вона лежить на північних схилах Чаткальського хребта на висотах від 1200 до 3864 м, біля її вершин існують льодовики і фірнові поля. Саме на Майдантальській ділянці знаходиться найвища точка заповідника — гора Каракуш (3864 м). Більшу частину ділянки займає урочище Майдантал з однойменною річкою. Однак найбільша водна артерія цієї частини заповідника — Серкелісай, що протікає по адміністративному кордону охоронюваної території, відокремлюючи її від буферної зони. Інші важливі водотоки Майдантальської ділянки — річки Ташкескен, Тереклісай, Кунгірсай, Зіндансай, Кальтакол, Чайлісай (Чавлісай), Курактисай, Таваксай, Кальтасай.

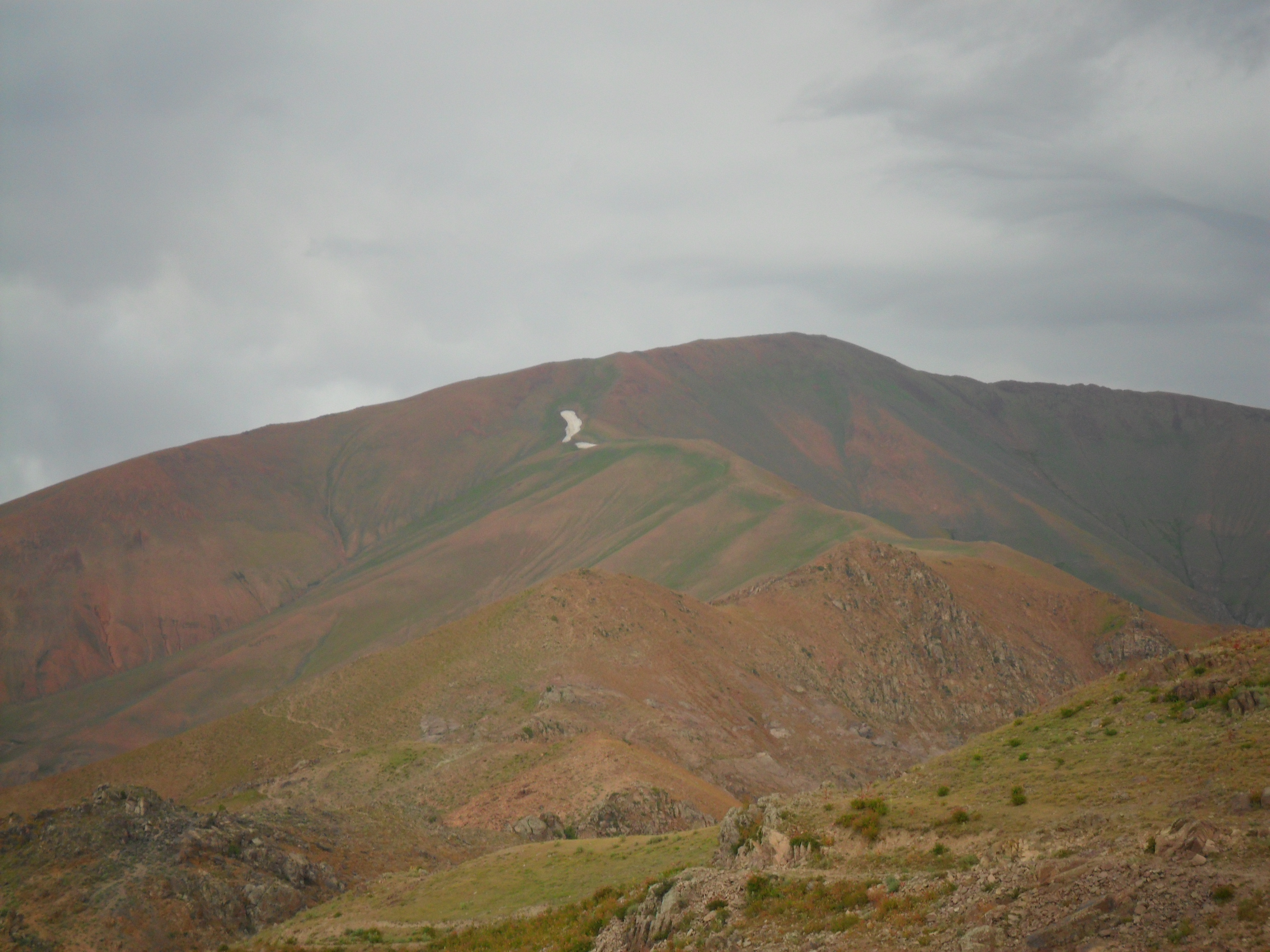
Гора Кизилнура лежить при кордоні Башкизилсайської ділянки заповідника. Сніг на її вершині інколи зберігається навіть у розпал літа. Своєю назвою ця вершина зобов'язана червоним гірським породам, що її складають.

Башкизилсайська ділянка обіймає площу 11 103 га. Вона розкинулась на південно-західних схилах Чаткальського хребта у висотному діапазоні 1100—3247 м. Найвища точка цієї ділянки — гора Кизилнура (3265 м), розташована на адміністративному кордоні заповідника. Назва ділянки вказує на найбільшу річку в її межах — Башкизилсай. Цей водотік бере початок на висоті 3040 м, розсікаючи заповідну територію на два мезосхили — південно-східний і північно-західний. 19 приток Башкизилсая розбивають мезосхили на долини меншого розміру. З цих приток найбільші Кизилсай, Супаташсай, Тегермонташсай, Таріклар, Мінорасай, Акташсай, Кульпаксай, Сохтасонсай, Гаухана, Казнакоксай, Мурадоксай, Тахтаходжасай.
Усі річкові долини в Чаткальському заповіднику вузькі та глибокі, їхні скелясті схили часто мають крутизну 40—50°. У місцях з різким перепадом висот утворюються великі та малі водоспади. Течія всіх заповідних річок стрімка, а після сильних дощів стає вкрай бурхливою, непрохідною. В цей час нерідко можна спостерігати як річкові води несуть з гір гальку, щебінь, а інколи навіть валуни завбільшки 2—3 м чи вирвані з коренем дерева. На піку паводку підняття рівня води може сягати 2 м, однак влітку більшість річок міліє аж до повного пересихання деяких з них. Загалом для району заповідника характерні селі, однак на охоронюваній території їм перешкоджає висока лісистість схилів. З водойм інших типів у заповіднику представлені лише невеликі льодовикові озера, що утворюються у високогір'ях.
У Чаткальському заповіднику виділяють декілька основних типів ландшафтів: сильно розчленовані схили, вкриті пирієм і ефемероїдами; сильно розчленовані середньогір'я, порослі ялівцем (арчею); високогір'я з фрагментами степів, лук і рослинних угруповань з колючими травами; високогір'я з альпійськими низькотравними луками. Крім того, на найвищих ділянках заповідної території круті схили з малопотужними ґрунтами вкривають арчеві рідколісся або сухі степи з кострицею валіською і кузиніями.
Водойми Чаткальського заповідника

## Геологія і ґрунти
У палеогеновому періоді територія сучасного Західного Тянь-Шаню була вкрита морем, яке на початку верхнього олігоцену повністю відступило, залишивши по собі рівнину, вкриту палеогеновими відкладами. Під цим суходолом почалися тектонічні рухи, які призвели до появи альпійської складчастості. В межах Західного Тянь-Шаню вона проявилась як сукупність антиклінальних піднять (Талаське Ала-Тоо, Чаткальський хребет тощо) і синклінальних долин (сучасні долини річок Угам, Пскем, Чаткал, Ахангаран тощо). Починаючи з кінця олігоцену і протягом неогенового і четвертинного періодів у міжгірних Чирчицькій і Ангренській депресіях накопичувався уламковий матеріал, який поверхневі води виносили з навколишніх антикліналей. В подальшому тектонічні зсуви і скиди омолодили гірські масиви й активізували ерозійно-акумулятивні процеси. Їхніми наслідками стало зникнення найдавніших рівнинних ділянок і поява скульптурних форм рельєфу: денудаційних сходинок у місцях контакту різних гірських порід, а також схилів з різноманітним мікрорельєфом. У сучасний історичний період вся територія Чаткальського заповідника належить до зони підвищеної сейсмічної активності, в якій можливі землетруси силою до 7 балів.
Корінні породи в Чаткальському заповіднику залягають близько до поверхні, зверху їх перекривають алювіальні та делювіальні відклади, на яких формуються ґрунти. Їхній типовий розподіл залежить від висотних поясів. Найбільшу площу в охоронюваній зоні займають коричневі ґрунти, приурочені, перш за все, до тінистих північних схилів. У високогір'ях їх заміщують світло-бурі горно-лучні, лучно-степові й лучні ґрунти. У передгір'ях Башкизилсайської ділянки трапляються темні сіроземи. Слід зазначити, що на схилах південної експозиції ґрунти зазвичай малопотужні і сильно скелетовані. На схилах північної експозиції вони трохи засмічені щебенем і вирізняються потужним гумусовим горизонтом (20—30 см), хоча вміст гумусу в них невисокий (3—5 %). Найвищі привершинні ділянки часто не мають ґрунтів взагалі, тут скелі сусідять з осипами і кам'яними річками. В долинах такі скупчення уламкового матеріалу можна спостерігати лише на окремих прируслових ділянках, куди течією зносить валуни і гальку.

## Флора

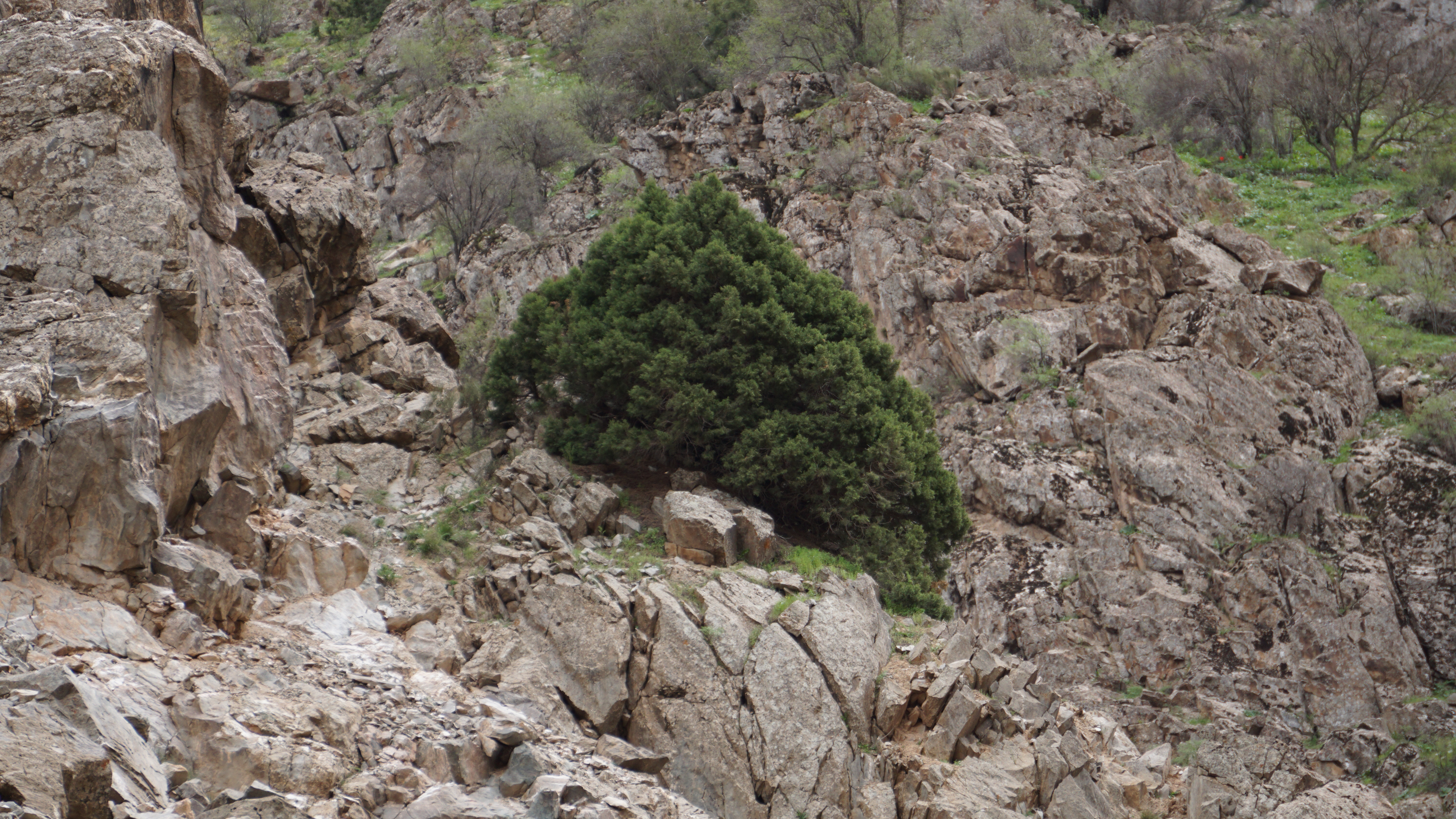
Арча — основна деревна порода Чаткальського хребта та один з головних об'єктів охорони в заповіднику.

За геоботанічним районуванням територія Чаткальського заповідника входить до Чимганського району Західно-Тянь-Шанського флористичного округу. Загалом в охоронюваній зоні описано 247 видів водоростей, 87 видів лишайників і 1168 видів судинних рослин, з яких близько 1000 зростає на Майдантальській ділянці, близько 750 — на Башкизилсайській, причому 598 видів є спільними для обох ділянок. 80 % видового різноманіття припадає на 15—16 ботанічних родин, 30 % заповідних рослин належать до родин Айстрових, Тонконогових і Бобових. В Чаткальському заповіднику виділяють три висотних пояси рослинності — різнотравних сухих степів, деревних і чагарникових заростей, високогірних степів, — однак їхній склад і просторова конфігурація на Майдантальській і Башкизилсайській ділянках різняться. Оскільки Башкизилсайська ділянка лежить на західних схилах, вона отримує багато вологи навесні і восени, а влітку сильно висушується. Майдантальська ділянка охоплює північні схили, тому її рослинність менше потерпає від літньої посухи, а вегетаційний період тут на місяць коротший, ніж у верхів'ях Башкизилсая.
Різнотравні сухі степи простягаються на висотах від 1000 до 1600 м. Вони розвинуті на лесових відкладах і дрібноземних схилах. Основу травостою в таких рослинних угрупованнях складає Elytrigia trichophora, домішками до якого виступають Astragalus sieversianus, Centaurea pseudosquarrosa, Inula grandis, солодкий корінь голий, ячмінь цибулястий.

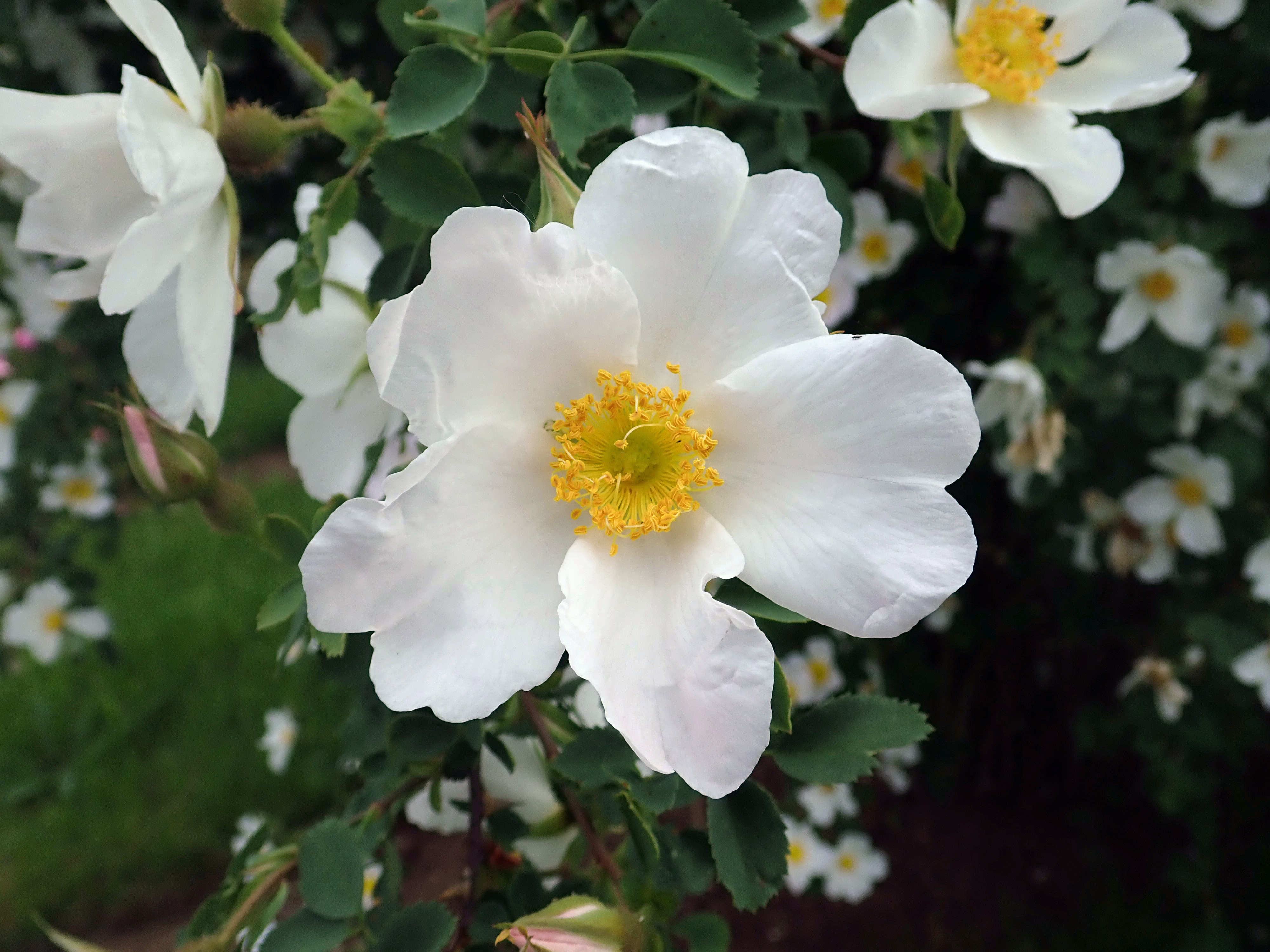
Квітне Rosa fedtschenkoana — один з поширених чагарників заповідника.

Лісо-чагарниковий пояс лежить у висотному діапазоні 1600—2400 м. Серед усіх типів рослинності в ньому переважають арчівники, які обіймають 24 % усієї площі Чаткальського заповідника. Основу деревостану в них складають Juniperus semiglobosa (саур-арча) і Juniperus seravschanica (кара-арча). В залежності від едафічних факторів вони формують або рідколісся, або щільно зімкнуті зарості подібні до справжнього лісу. Рідколісся утворюються в несприятливих для зростання арчі умовах: на південних схилах і ділянках з малопотужними щебенистими ґрунтами. За флористичним складом нижнього ярусу їх поділяють на чагарникові, пирійні, язичникові тощо. Густі високостовбурні арчівники утворюються на потужних коричневих ґрунтах, на висотах 1800—2000 м, за особливо сприятливих умов в них виділяють три яруси. В першому ярусі співмешканцями арчі виступають листяні дерева. Другий ярус — царина чагарників. Тут особливо багато Lonicera altmannii, Rosa fedtschenkoana, ірги. В трав'яному покриві переважають Arum korolkowii, Cousinia umbrosa, підмаренники, ячмінь цибулястий. Серед лісів інших типів у низькогір'ях іноді трапляються розріджені фісташечники, утворені багатостовбурною формою фісташки справжньої, і зарості каркасу кавказького («залізного дерева»), що відмінно закріплює схили.

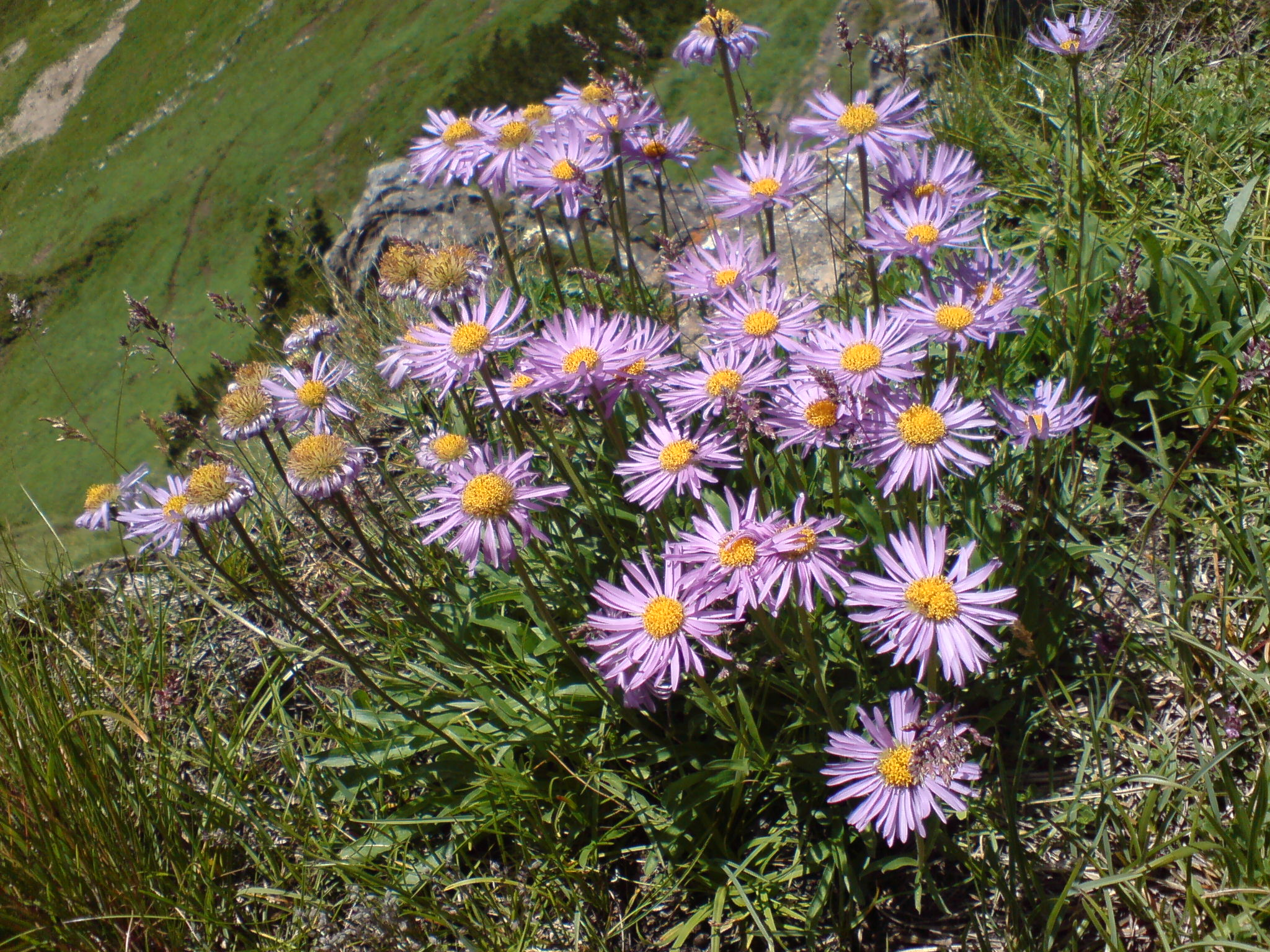
Айстра альпійська — окраса високогірь.

На висотах понад 2400 м розвинуті високогірні степи. Вони займають відносно невеликі ділянки схилів незначної і середньої крутизни, розкиданих між прямовисними скелями і гострими вершинами. Тут на малопотужних дрібноземних і дрібноземно-щебенистих ґрунтах сформувались кострицеві і полинові асоціації. На добре зволожених дрібноземних схилах утворює чисті зарості костриця валіська. В міру зменшення зволоженості та зростання щебенистості ґрунтів кострицевий покрив розріджується і в ньому з'являється все більше Artemisia persica. На окремих ділянках кам'янистих схилів переважають ревінь і Cousinia bonvalotii. На найбільш високих вододільних ділянках існують своєрідні альпійські фітоценози, складені рослинами, що утворюють густі кущики-подушки (Acantholimon alatavicum, Oxytropis savellanica), з домішкою Erigeron politus, айстри альпійської.
Інтразональна рослинність представлена в Чаткальському заповіднику уремою двох типів: низькогірними мішаними і високогірними вербовими лісами. Деревостани першого типу зростають по долинах річок у степових низькогір'ях і арчевих середньогір'ях. Перший ярус в них на Майдантальській ділянці утворюють берези, а на Башкизилсайській — високі верби Salix blakii, чиє гілля часто створює зімкнутий покрив. Домішкою до цих дерев виступає тополя узбекистанська (місцевий підвид Populus afghanica). Під покривом панівних видів ховаються дерева і чагарники меншого розміру, серед яких переважають вишня-антипка і Tamarix arceuthoides, а в найбільш вологих місцинах ще й алича. Високогірна вербова урема являє собою чисті зарості кущової верби Salix tianschanica, що займають найбільш низькі частини річкових долин. Річкові тераси у високогір'ях зайняті травами: деревієм, звіробоєм, пирієм тощо. Біля урізу води їх змінюють вибагливі до вологи Archangelica tschimganica, конюшина лучна, хвощ лучний.
Слід наголосити, що у Чаткальському заповіднику та його ближчих околицях відомо багато представників флори, що становлять науковий і господарський інтерес. Зокрема, лише лікарських рослин тут описано близько 200, а крім них знайдено чимало кормових, їстівних, технічних, декоративних видів. 46 таксонів заповідної флори занесені до Червоної книги Узбекистану, з них особливо цінні Euonymus koopmannii, Tulipa butkovii, тюльпани Грейга і Кауфмана, цибуля пскемська. Суворій охороні підлягають ендеміки Західного Тянь-Шаню: Adonis leiosepala, Allochrusa gypsophiloides, Anemonastrum protractum, Astragalus rubrivenosus, Dracocephalum komarovii тощо.
Охоронювані рослини Чаткальського заповідника

## Фауна
Фауна Чаткальського заповідника включає ссавців 33 види, птахів — 176, плазунів — 17, земноводних — 2, риб — 4, комах понад 1000 видів. В усіх висотних поясах переважають представники центральноазійської фауни, у передгір'ях і низькогір'ях них долучаються передньоазійські види, а у високогір'ях — тварини тибетського фауністичногок комплексу. Частка монгольських і сибірських тварин незначна, однак в орнітофауні помітну роль відіграють європейські та індо-гімалайські елементи.
З комахоїдних ссавців у Чаткальському заповіднику звичайна білозубка мала, з кажанів — нічниця триколірна і підковик малий. Гризуни в охоронюваній зоні різноманітні. Фоновими видами слід вважати Alticola argentatus, мишака уральського, полівку гуртову, сліпачка степового, хом'ячка сірого. Локально чисельна миша хатня, яка уподобала околиці польової бази на Башкизилсайській ділянці. Менш чисельні, але також типові для заповідної території Meriones tamariscinus, їжатець індійський, пацюк гімалайський, полівка звичайна, соня лісова. Найбільш рідкісні гризуни мешкають у високогір'ях. Це охоронювані в Узбекистані бабак Мензбіра і ховрах тянь-шанський. Обидва види, особливо бабак, потерпають від браконьєрства і полювання на прилеглих територіях. У Чаткальському заповіднику популяція бабаків Мензбіра сягає близько 5000 особин і має тенденцію до дуже повільного зростання.

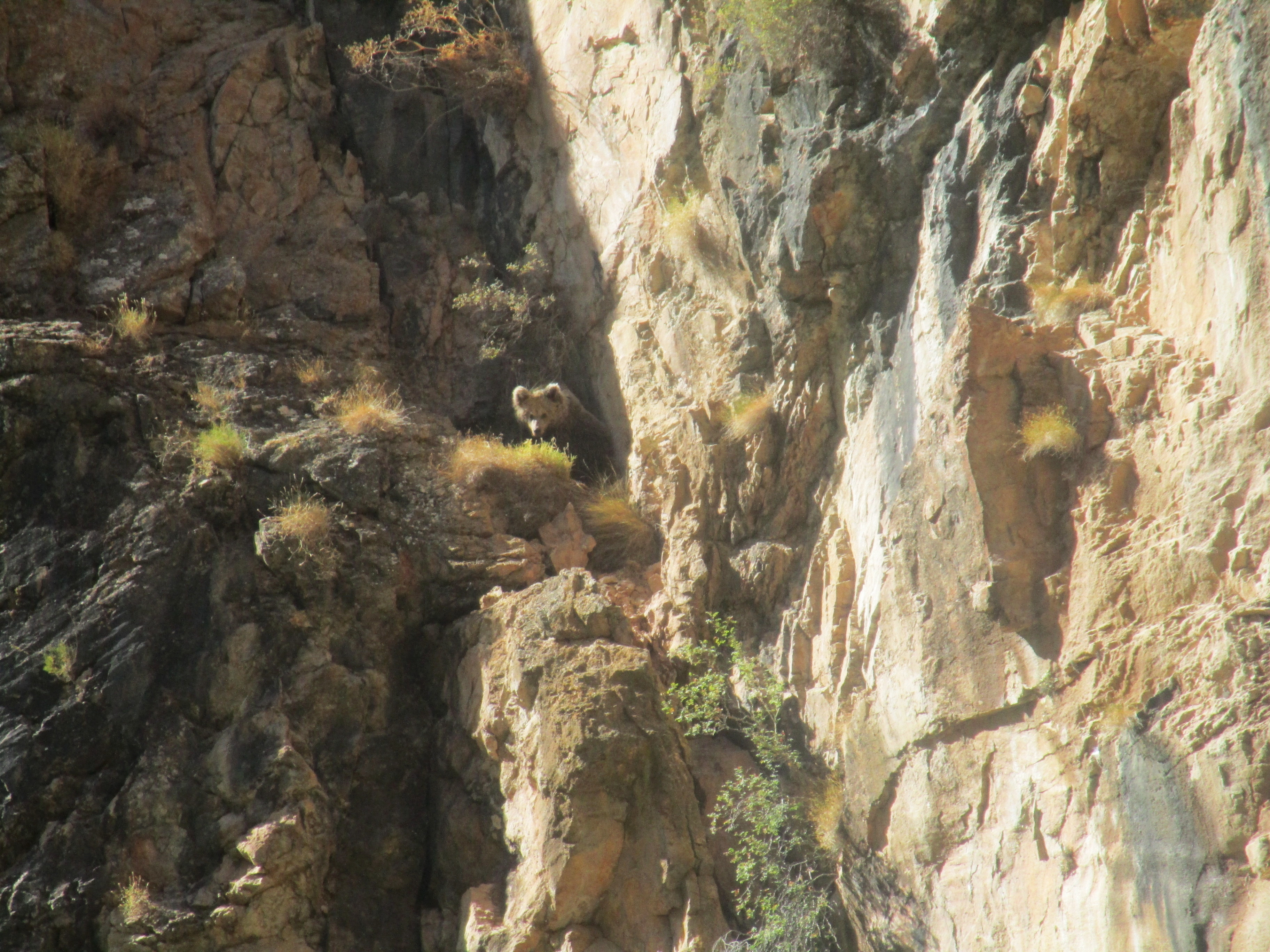
Світле хутро тянь-шанського ведмедя бездоганно маскує його серед скель Чаткальського хребта.

З хижих звірів у Чаткальському заповіднику повсюдно живуть лисиці. Борсуки обмежують своє поширення лісовим поясом, однак їхня популяція також велика. До поширених хижаків відносять і ведмедя тянь-шанського: на Майдантальській ділянці мешкає 23—25 особин цього підвиду, на Башкизилсуйській — 10. Навесні вони тримаються біля верхньої межі середньогір'я, де живляться ревенем, влітку спускаються нижче, щоби поласувати плодами вишні-антипки, аличі, яблуні, глоду і жимолості. Перед заляганням у барлоги ведмеді підіймаються у високогір'я подалі від залюднених долин. Ще чотири види — вовка, горностая, куницю кам'яну, ласицю малу — можна вважати звичайними. Лише у різнотравно-пирійних степах Башкизилсайської ділянки трапляється кіт степовий. Занесені до Червоної книги Узбекистану перегузня і сніговий барс у заповіднику вкрай рідкісні.

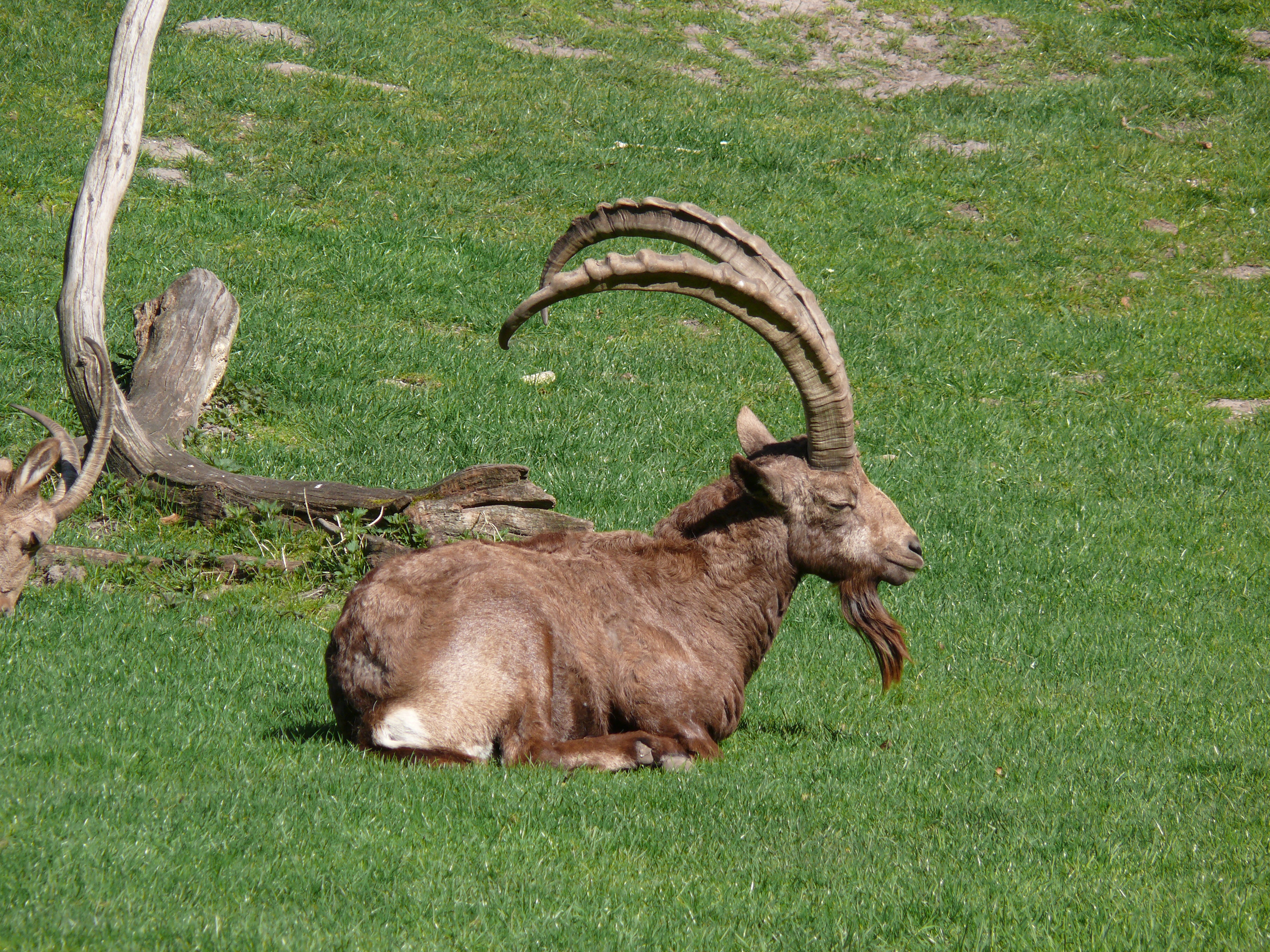
Дорослий самець сибірського козла.

З копитних у Чаткальському заповіднику описані свиня дика, сарна і козел сибірський. Свині знаходять прихисток у глухих долинах з густою деревною і чагарниковою рослинністю, яка одночасно маскує тварин і дає їм поживу. Тримаються вони здебільшого у середньому висотному поясі, популяція кабанів у заповідній зоні стабільна. Так само до середньогірь тяжіють і сарни, однак ці тварини поширені здебільшого на Башкизилсуйській ділянці, в урочищі Майдантал їх не більше 10 особин. Загальна чисельність сарн у заповіднику становить близько 100 голів. Козли до організації природоохоронної установи були майже винищені (на Башкизилсайській ділянці мешкало 10—15 особин), однак завдяки заповідному режиму відновили свою чисельність. У XXI столітті в заповіднику мешкає понад 700 цих тварин, тримаються вони на скелястих ділянках у високогір'ї, взимку спускають до лісового поясу.

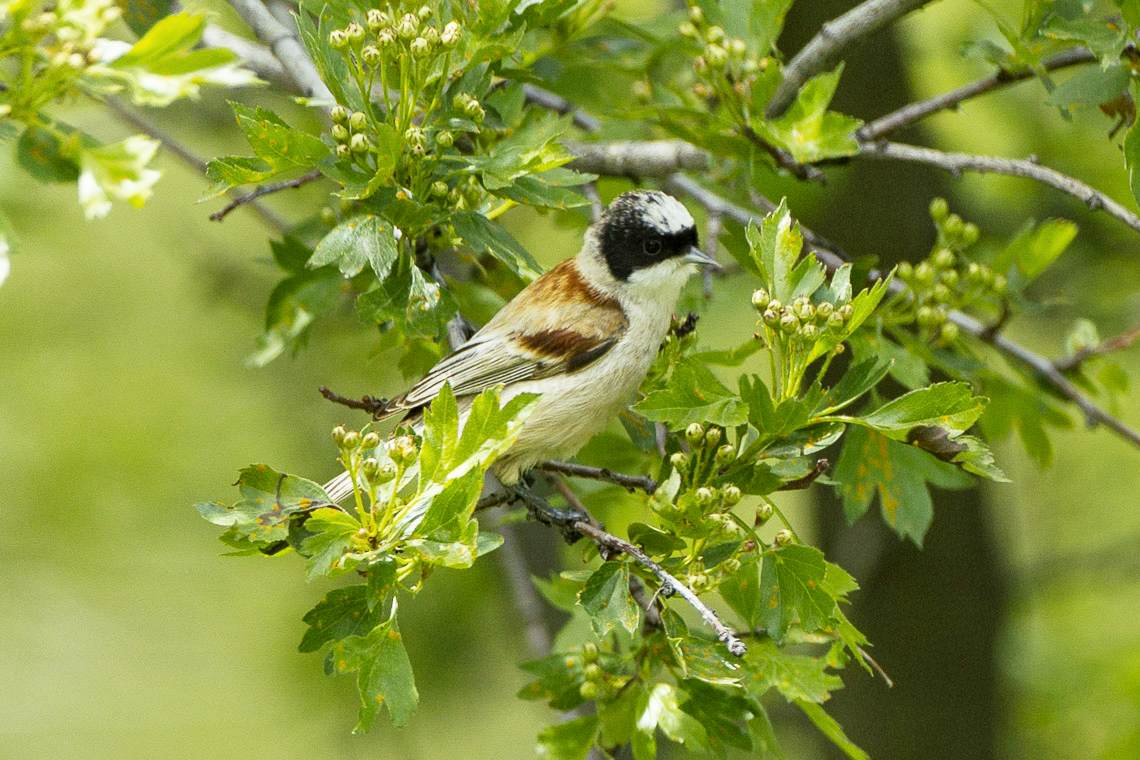
Ремез азійський на гілці глоду. Гнізда-рукавички цих птахів часто впадають в око на берегах заповідних річок.

Основу орнітофауни Чаткальського заповідника складають горобцеподібні (116 видів) та соколоподібні (25 видів). Якщо висока чисельність і різноманіття горобцеподібних характерні для більшості біоценозів світу, то різноманіття денних хижих птахів — рідкісний феномен. Ядро орнітофауни становлять 30 видів дрібних пернатих, серед яких слід відзначити повзика великого і вівсянку рудоголову, що мешкають по всій охоронюваній зоні. Нарівні з ними, але тільки в межах лісового поясу чисельні Carduelis caniceps, Periparus rufonuchalis, зеленяк, мухоловка сіра, очеретянка садова, синиця велика, сорока звичайна, причому з них лише мухоловка і очеретянка представлені номінативними формами, а решта — ендемічними місцевими підвидами. Наймасовіший птах чагарників — соловейко західний, чиї пісні можна почути у першій половині літа. Як у лісовому поясі, так і в різнотравно-пирійних степах низкогірь мешкає скеляр синій, в арчівниках і серед відкритих скель гніздуються Emberiza stewarti, скеляр строкатий, суто високогірним степам притаманні вівсянка гірська, кам'янка попеляста, трав'янка білошия. Особливий набір пернатих у річкових долинах. Так, у заплавних лісах на гніздуванні найчастіше спостерігають ремеза азійського, там, де річки вирують у вузьких ущелинах, — аренга велика, біля самої води найчастіше потрапляє на очі пронурок. До річкових долин тяжіє і монарх-довгохвіст азійський.

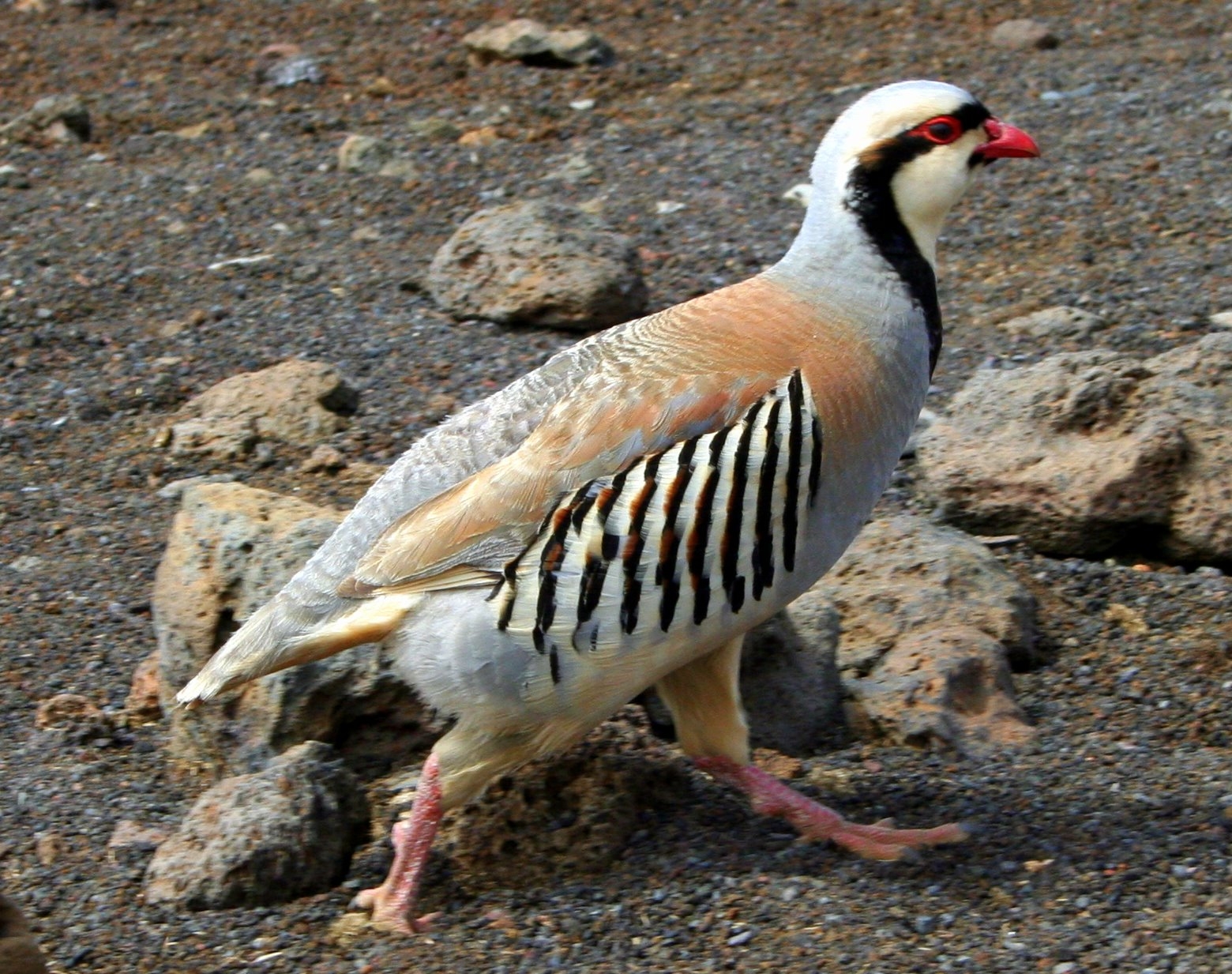
Кеклик азійський часто стає здобиччю наземних і пернатих хижаків. Цей птах не любить літати і від небезпеки воліє рятуватись бігом.

З негоробцеподібних птахів чисельні голуби, кеклики азійські та улари гімалайські. Голуби представлені трьома видами: голубом сизим, що уподобав скелі середньогірь, горлицею звичайною, яка воліє облаштовувати гнізда у густих заростях, і припутнем, що гніздується на великих деревах. Кеклики здійснюють щорічні вертикальні міграції. Навесні вони підіймаються з низкогірь до верхньої межі лісового поясу, де виводять потомство серед негустих чагарів, восени ці птахи повертаються до місць зимівлі у долинах. Натомість вкрай обережні улари не виходять за межі високогірь, де гніздуються серед скель біля самого краю сніжників. Крім них, холодної пори року в Чаткальському заповіднику зимують волові очка, вівсянки звичайні, в'юрки, зяблики, стінолази.
Перелічене дрібне і середнє птаство привертає масових хижаків: боривітрів звичайних і степових, підсоколиків великих, яструбів малих. Також у Чаткальському заповіднику чисельні три види падальників: гриф чорний, сип білоголовий, ягнятник. Їжу їм «постачають» хижі ссавці, після яких ці птахи підбирають залишки здобичі. Однак в шерезі соколоподібних є і рідкісні види. Це орел-карлик, стерв'ятник, шуліка чорний, причому всі три скорочують свою чисельність. Позитивну тенденцію до збільшення популяції демонструють гриф чорний і беркут. До рідкісних пернатих заповідника слід віднести також залітних дрозда чорноволого і слукву.

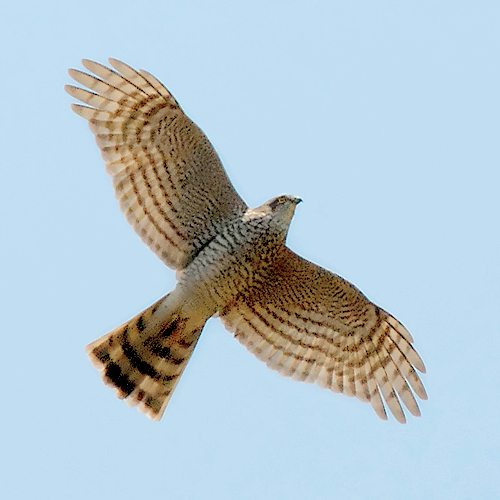
Яструб малий.

З плазунів у Чаткальському заповіднику найчисельніші Ablepharus deserti, вуж водяний і щитомордник звичайний, що освоїли всю охоронювану зону. Полози візерунковий, різнобарвний і поперечносмугий потрапляють на очі рідше. Дуже рідкісні дрібні плазуни гекон сірий і ящурка швидка. Обидва види земноводних, жаба озерна і ропуха зелена, у заповіднику звичайні, однак ропуха трапляється по долинам річок і поблизу джерел практично в усіх висотних поясах, в той час як жаба населяє річкові долини лише у низькогір'ях і лісовому поясі. З 4 видів риб у Чаткальському заповіднику звичайні Nemacheilus oxianus і Schizothorax intermedius. Перший вид любить триматися на піщаних і галечникових мілинах, а другий віддає перевагу глибоким ямам у річищах Башкизилсая і Серкелісая. Менш чисельні Cottus gobio jaxartensis (ендемічний підвид бабця європейського) і Glyptosternon reticulatum.
З-поміж комах у Чаткальському заповіднику найбільш помітні лускокрилі та перетинчастокрилі. В обох цих групах є рідкісні види, як от мнемозина серед метеликів або ксилокопа звичайна серед бджіл.

## Стан екосистем

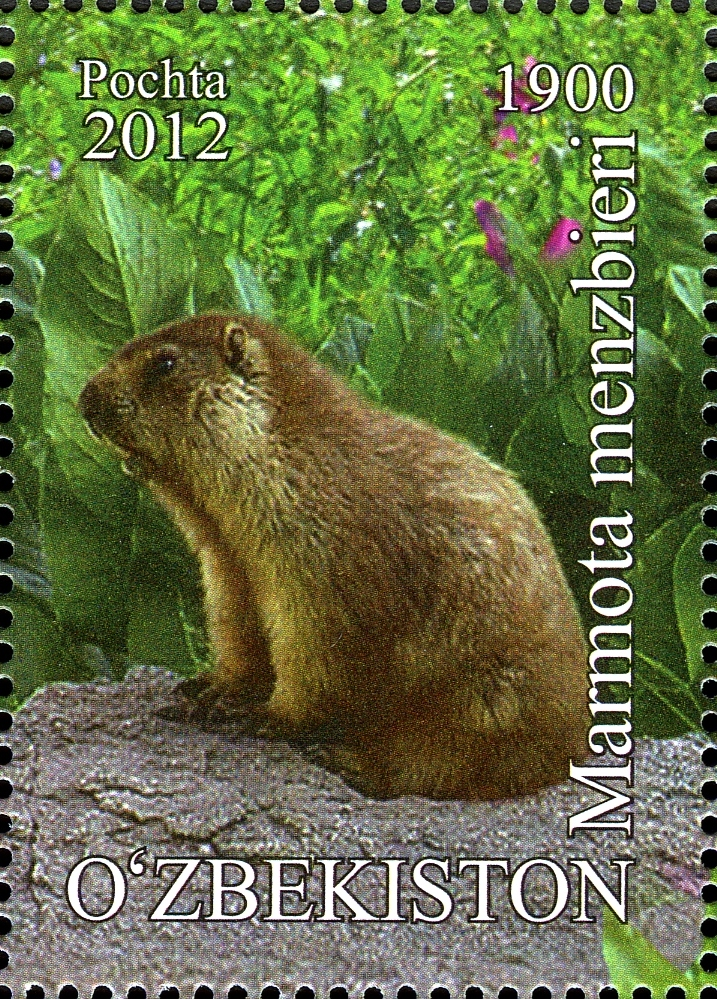
Поштова марка Узбекистану, на якій зображено бабака Мензбіра. Чаткальський заповідник — одне з небагатьох місць у світі, де живуть ці гризуни.

Терени Чаткальського заповідника люди заселили понад 3000 років тому і з того часу господарська діяльність в його околицях не переривалась, що істотно вплинуло на місцеві екосистеми. Найдавніший спосіб експлуатації місцевих природних ресурсів — мисливство. Судячи з петрогліфічних зображень, раніше основними об'єктами полювання були ведмеді та копитні тварини (особливо гірські козли). Вже в давнину їхні популяції суттєво зменшились, а такий вид як олень взагалі зник з чаткальської фауни. Після заснування заповідника основним фактором зменшення чисельності тварин залишається браконьєрство. Незаконне, а також трофейне полювання поширене головним чином у буферній зоні, однак рухливі види тварин постійно перетинають кордон заповідника і, як наслідок, гинуть на прилеглих землях. Браконьєрство обмежує чисельність борсуків, ведмедів, їжатців, кабанів, кам'яної куниці, кекликів і перепілок.
Другий як за часом появи, так і за ступенем впливу спосіб господарювання — скотарство. Гірські степи здавна слугували літніми пасовищами для кінських табунів і овечих отар. Інтенсивне випасання худоби тривало не тільки до встановлення охоронного режиму, але навіть деякий час після заснування заповідника. Остаточно скотарство припинилось на заповідних теренах у 1960 році, однак на місці колишніх пасовищ і стоянок залишилось чимало стежок і ділянок, зарослих бур'янами. Відновлення рослинності в таких місцинах протікає вкрай повільно і незадовільно (в травостої все ще присутня велика кількість однорічних злаків). Крім того, скотарство процвітає в буферній зоні, що опосередковано впливає на диких тварин. По-перше, отари приваблюють вовків, а через високу густину їхньої популяції страждають дикі копитні. По-друге, чабани безприв'язно тримають пастуших собак, які самостійно полюють на дичину. Від їхнього хижацтва особливо потерпають найбільш рідкісні гризуни заповідника — ховрахи тянь-шанські і бабаки Мензбіра. Крім того, близькість отар погіршує епізоотичну ситуацію серед диких копитних, зокрема, козли сибірські майже поголівно страждають від корости, яку переносять свійські вівці.

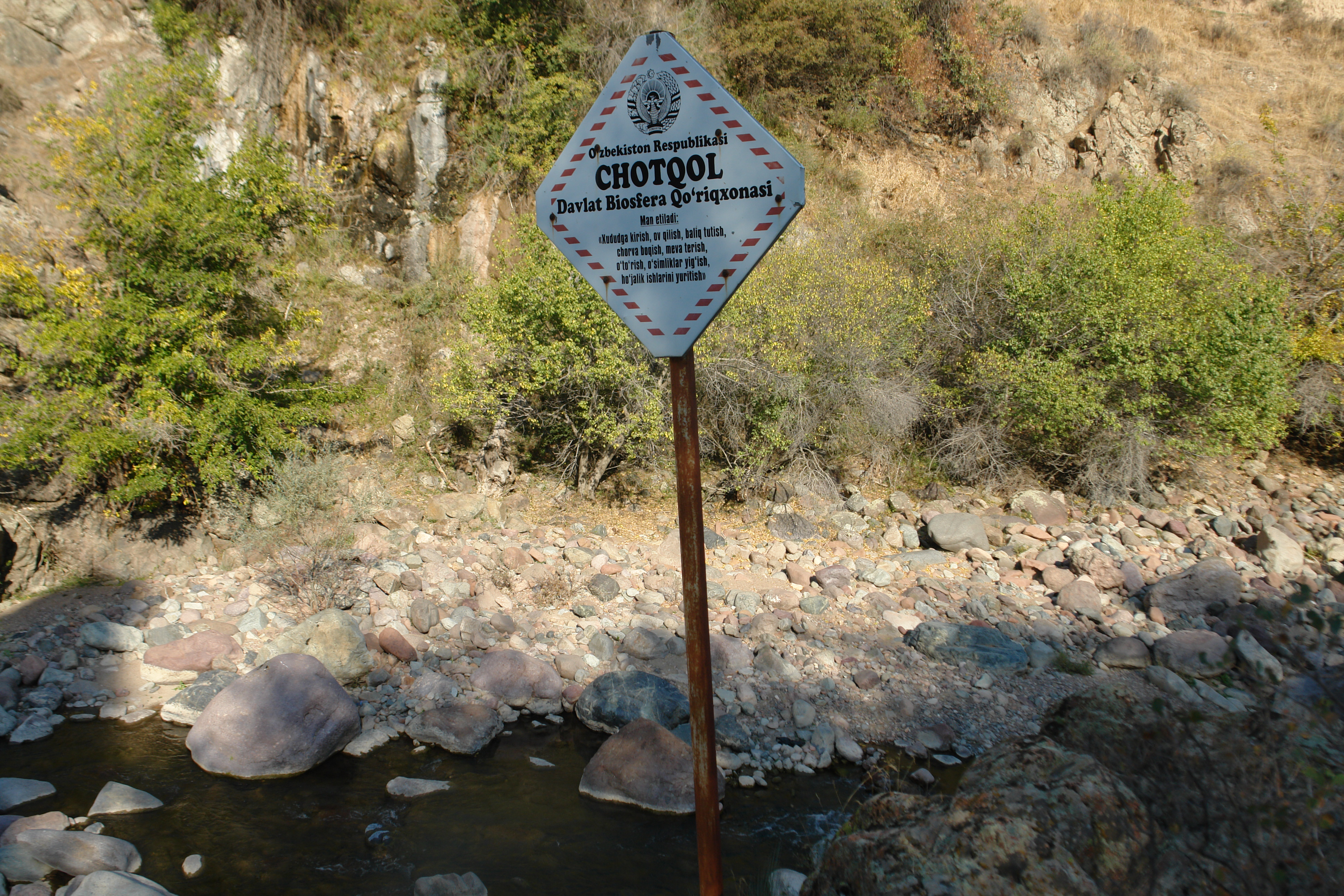
Аншлаг на кордоні заповідника.

Наступний антропогенний чинник — гірництво. На теренах Чаткальського заповідника воно розпочалось ще за бронзової доби, розквітло у Середньовіччі, потім занепало у зв'язку з вичерпанням запасів руд благородних металів. Однак у радянський період в заповіднику проводили розвідувальні роботи з пошуку поліметалічних руд, після цієї діяльності залишилось чимало автомобільних доріг, вирв і канав від вибухів, відвалів гірських порід. Ще один значимий антропогенний фактор — пожежі, найбільші з яких не тільки знищують природну рослинність, а й суттєво впливають на процес її відновлення. До другорядних факторів впливу слід віднести збирання плодів та ягід на землях, прилеглих до Башкизилсайської ділянки, туристичний вандалізм, внаслідок якого пошкоджена частина Терексайських петрогліфів.
Для запобігання негативній дії зазначених факторів у Чаткальському заповіднику проводять лісівницькі та біотехнічні заходи. Відновлення деревних насаджень здійснювали у XX столітті на невеликих площах, де висаджували скороспілі листяні породи. Це не усунуло необхідності заліснення схилів, адже корінною деревною породою заповідника є хвойна арча, яка до того ж вирізняється низькою здатністю до самовідновлення і повільно росте. З біотехнічних заходів практикують облаштування солонців, а в несприятливі за погодними умовами роки — підгодівлю кекликів і копитних. Суттєво покращила охоронний режим у заповіднику організація поблизу його кордонів Угам-Чаткальського національного парку, велика територія якого слугує своєрідним бар'єром між землями господарського призначення і заповідним ядром.

## Наукова і просвітницька діяльність
Першим науковцем, який відвідав терени сучасного Чаткальського заповідника, був російський зоолог М. О. Сєверцов. У 1865—1867 роках він здійснив експедицію горами Тянь-Шаню і описав тут ряд нових зоологічних таксонів. Після приєднання Туркестану до Російської імперії в 1868 році сюди навідався географ і натураліст О. П. Федченко разом з дружиною-ботаніком Ольгою Олександрівною. Описана ними багата рослинність привернула увагу видатного знавця центральноазійської флори Е. А. фон Регеля. Наприкінці XIX століття Чаткальський хребет відвідав в рамках експедиції ботанік С. І. Коржинський, а в 1920-х роках тут працював знавець узбецької флори П. О. Баранов. Останнім в шерезі науковців такої величини став еколог Д. М. Кашкаров, який досліджував Центральну Азію в 1920—1930-х роках. Саме він звернув увагу на необхідність охорони природних багатств в азійських республіках СРСР. З числа сучасних науковців внесок у дослідження фауни Чаткальського заповідника зробив український зоолог та орнітолог Л. І. Тараненко.
Після організації заповідника в ньому започаткували комплексне дослідження природи, яке включало ґрунтознавчий, зоологічний, геоботанічний напрямки. В XX столітті в Чаткальському заповіднику заклали гідрологічний профіль у пониззях Башкизилсая, ґрунтові профілі, проклали облікові маршрути для спостережень за тваринами, а в 1973—1975 роках — екологічні профілі з 23 стаціонарними майданчиками для взяття проб. Окрім визначення концентрації забруднюючих речовин у заповіднику проводять постійні фенологічні спостереження, а з 1986 року також фоновий моніторинг за міжнародною програмою. Результати досліджень публікують у щорічних випусках «Літопису природи», а також в періодичних випусках «Трудів Чаткальського заповідника». Науковими співробітниками природоохоронної установи загалом видано понад 150 наукових статей, збірок і монографій.
Наближеність до кордонів заповідника населених пунктів, пасовищ і рекреаційних зон, а також проблема браконьєрства висувають особливі вимоги щодо просвітницької діяльності його працівників. Заради пропаганди ощадного природокористування серед місцевого населення в Чаткальському заповіднику створено Музей природи, який працює у центральній садибі в Паркенті. Експозиції музею знайомлять відвідувачів з рослинним і тваринним розмаїттям регіону, розповідають про історію створення заповідника і сучасні дослідження на його території. За якістю і науковою цінністю представлених експонатів ці виставки посідають одне з чільних місць серед музеїв узбецьких заповідників. Важливим додатком до статичних музейних колекцій виступає маленький зоопарк, в якому утримують представників заповідної фауни: сарн, козлів сибірських, кекликів, грифів чорних, орлів степових тощо.
Видатні дослідники чаткальської природи

## Культурна спадщина
Чаткальський заповідник закритий для масового туризму, однак його територію можна відвідати за спеціальними дозволами від Державного комітету з охорони природи і Комітету з охорони кордону Республіки Узбекистан. Ряд об'єктів на теренах цієї природоохоронної установи має непересічне історичне значення. Найпершими в цьому переліку стоять Терексайські петрогліфи — наскельні зображення, відкриті в 1963 році в урочищі Карасау, яке знаходиться у долині річки Терексай на Майдантальській ділянці. Близько 600 малюнків, чий вік археологи визначають у 3000—4000 років, нанесені на похилі кам'яні плити і вертикальні стіни скель — це одна з найбільших петрогліфічних галерей у Західному Тянь-Шані. Невелике число петрогліфів виявлено також на Башкизилсайській ділянці. Серед цих зображень переважають сцени полювання, особливо часто в яких фігурують козли та олені (останні в сучасній фауні заповідника відсутні). Крім петрогліфів у цій місцині виявили скребла для білування шкір, кременеві та халцедонові наконечники стріл.
Крім мисливства давні мешканці Чаткальського хребта займались також землеробством. Про це свідчать знайдені в урочищі Майдантал залишки житлових споруд, уламки млинарських жорен та каменоломні, в яких їх виготовляли. У бронзову добу чаткальці почали освоювати гірництво. Свідченням цього є знайдені на вододілі Ревашти і Карабузука втульчата сокира, металеві наконечники стріл та інші знаряддя. Стародавні копальні в межах Чаткальського заповідника виявлені на Башкизилсайській ділянці. У долині Ташкескена знаходяться руїни стародавнього гірничого селища.